# Комарник
Комарник (рум. Comarnic) град је у у средишњем делу Румуније, у историјској покрајини Влашка. Комарник је важан град у округу Прахова.
Комарник према последњем попису из 2002. је имао 13.378 становника.

## Географија
Град Комарник налази се у северном делу покрајине Влашке. Од седишта државе, Букурешта, Комарник је удаљен око 110 км северно.
Град се образовао у области Карпата, на приближно 560 метара надморске висине. Град лежи на реци Прахова. Дата долина реке је изузетно битна будући да њом иде пут који везује Букурешт са севером државе.

## Становништво
У односу на попис из 2002, број становника на попису из 2011. се смањио.
| 1977.  | 1992.  | 2002.  | 2011.  |
| ------ | ------ | ------ | ------ |
| 13.703 | 13.762 | 13.532 | 11.970 |

Румуни чине већину градског становништва Комарника, а од мањина присутни су само Роми.